# 불도그

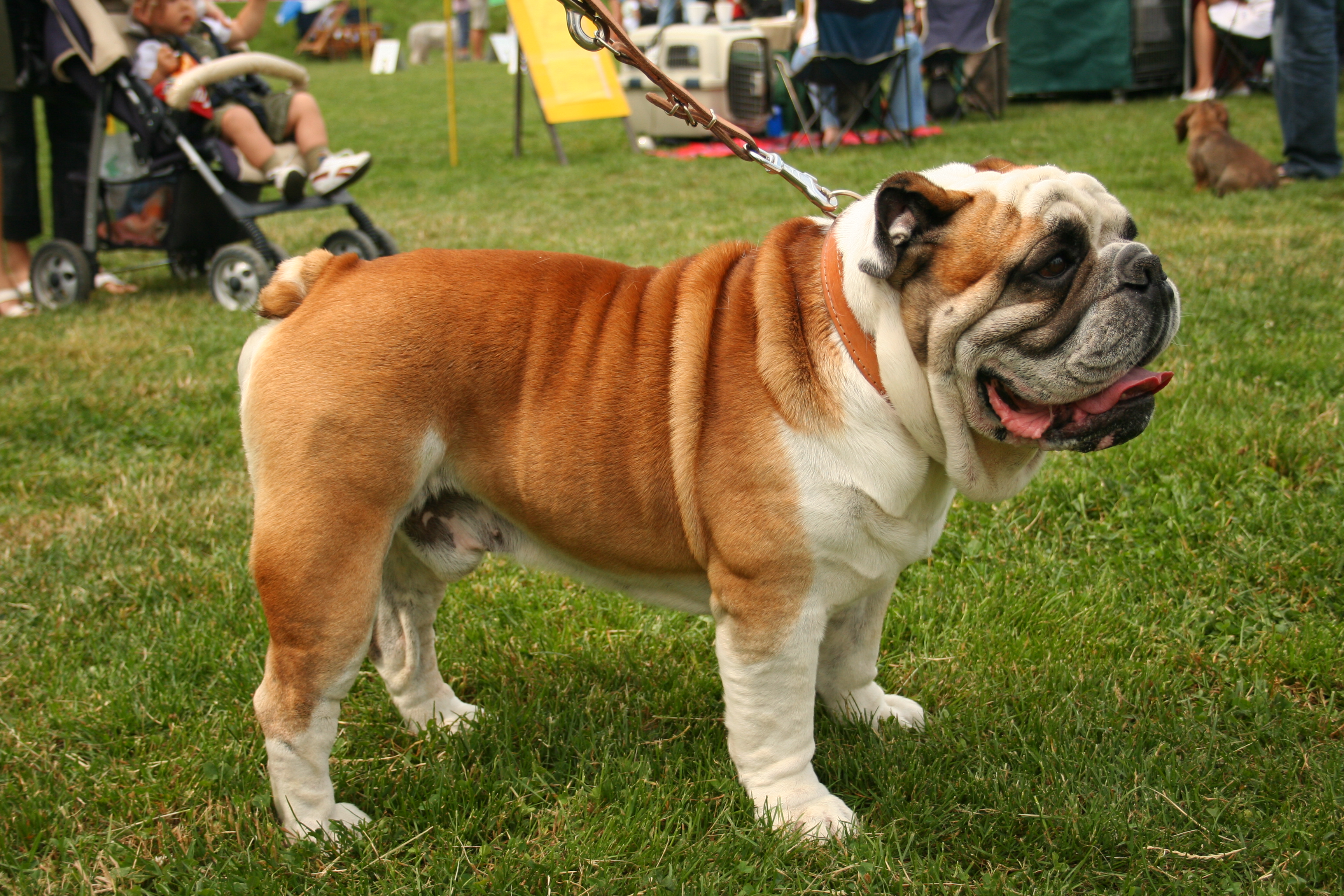
불도그

불도그(Bulldog)는 영국 잉글랜드 원산의 개이며 브리티쉬 불독(British Bulldog), 잉글리쉬 불독(English Bulldog)이라고도 불린다. 머리는 크고 네모졌으며 코는 뭉뚝하다. 입은 폭이 넓고 위로 향하였다. 어깨는 떡 벌어졌고, 다리는 튼튼하다. 몸무게는 22~25kg이고, 털 색깔은 붉은색, 적갈색, 흰색, 엷은 황갈색, 그리고 얼룩덜룩한 것 등 다양하다. 로라 잉걸스 와일더의 동화 《초원의 집》에서는 볼독 강아지 잭이 로라 가족의 든든한 친구로 나온다. 근년에는 개량되어 매우 순한 품종에 속한다. 주요 질병으로는 폐암, 신장암, 췌장암, 위암 등이 있다. 그리고 코가 뭉뚝해서 코가 자주 막힌다고 한다.

## 같이 보기
- 아메리칸 불독
- 프렌치 불도그